# Frýdlantský vrch
Der Frýdlantský vrch, auch U Rozhledny bzw. Resselův kopec (deutsch Resselberg, auch Resselsberg bzw. Rösselsberg) ist ein Berg in Tschechien. Die teilweise bewaldete Erhebung mit einer Höhe von 399 m.ü.m. liegt anderthalb Kilometer nördlich des Stadtzentrums von Frýdlant.

## Geographie
Der Frýdlantský vrch erhebt sich rechtsseitig über dem Unterlauf der Řasnice. An seinem nördlichen Fuß entspringt der Bílý potok, westlich der Rybí potok.
Im Nordosten erhebt sich der Mokrý vrch (Kratzersberg, 420 m) und im Nordwesten der Holubí vrch (Langefichtenberg, 358 m). Östlich des Berges verläuft die Fernverkehrsstraße I/13 von Frýdlant nach Zawidów, westlich liegt der Friedhof Frýdlant.
Umliegende Ortschaften sind Údolí im Norden, Krásný Les im Osten, Frýdlant im Süden, Kunratice und Pekelský Mlýn im Südwesten, Harta und Víska im Westen sowie Minkovice und Poustka im Nordwesten.

## Geschichte
Der alte Name Rösselsberg leitet sich vom Gasthof Zum Roß in Friedland ab, der sich am Fuße des Berges befand. Ab 1784 legte Michael Jäkel an der nördlichen Flanke des Rösselsberges die nach ihm benannte Vorstadt Jäkelsthal an.
Zum Ende des 19. Jahrhunderts ließ der Friedländer Verschönerungsverein auf dem Rösselsberg einen 14 m hohen hölzernen Aussichtsturm errichten, der am 6. Juni 1890 eingeweiht wurde. Das vom Friedländer Zimmermeister Josef Haupt errichtete Bauwerk entstand nicht direkt auf dem höchsten Punkt des Berges, sondern südwestlich davon. Dieser Punkt bot eine gute Sicht auf die Stadt Friedland, die Täler der Wittig und Rasnitz sowie auf die Berge des Isergebirges. Durch Witterungseinflüsse war der Turm nach 15 Jahren in einem so schlechten Zustand, dass er im Frühjahr 1906 abgetragen werden musste.
Am 17. Mai 1906 erfolgte die Grundsteinlegung für einen neuen, 21 m hohen Aussichtsturm. Dieser wurde durch die Firma Appel & Hampel als Ziegelbau mit Granitblöcken errichtet. Der örtliche Baumeister Anton Dreßler beteiligte sich mit einem Anteil von 1000 Kronen an den Baukosten von knapp 9000 Kronen. Am 30. April 1907 war die Eröffnung des als Dreßler-Höhe bezeichneten neuen Turmes mit Ausflugsgaststätte. Während der deutschen Besetzung wurde der Turm am 2. Mai 1940 an den Deutschen Gebirgsverein für das Jeschken- und Isergebirge übertragen.
Nach dem Ende des Zweiten Weltkrieges wurde die Bewirtschaftung der Berggaststätte eingestellt. Der Turm war weiterhin zugänglich, jedoch unterblieben sämtliche Erhaltungsarbeiten. 1958 erfolgte im Zusammenhang mit der Errichtung eines lokalen Fernsehumsetzers auf dem Aussichtsgeschoss eine Instandsetzung des Turmes, der dadurch jedoch nicht mehr öffentlich zugänglich war. Das Gebäude der ehemaligen Gaststätte wurde zu einer Flugnavigationsstation umfunktioniert. Nachdem 1979 für den Fernsehumsetzer Frýdlant ein neuer Sendeturm in Stahlkonstruktion errichtet worden war, übertrug der städtische Nationalausschuss den Turm mit der baufälligen Baude 1980 in die Trägerschaft des Sportvereins TJ Slovan Frýdlant. Am 6. November 1982 machte der Verein den Aussichtsturm wieder öffentlich zugänglich.
Im Jahre 1992 schloss der an den Klub českých turistů angeschlossene Klub turistů Frýdlant (KTF) mit dem TJ Slovan Frýdlant einen langfristigen Erbpachtvertrag über das Gelände U rozhledny ab. Die alte Baude wurde als Buffet wiedereröffnet.
Am Frýdlantský vrch befinden sich ebenfalls die Anlagen des Wasserwerkes der Stadt Frýdlant.

## Frýdlantská výšina
Der 21 m hohe Aussichtsturm Frýdlantská výšina, auch Frýdlantská rozhledna (Dreßler-Höhe) 50° 56′ N, 15° 5′ O bietet wegen des ihn umgebenden hohen Baumbestandes nur noch eine eingeschränkte Sicht auf das Isergebirge, den Ještěd, das Lausitzer Gebirge, die Stadt und das Schloss Frýdlant sowie den polnischen Großtagebau  Turów. Die Aussichtsplattform ist über 100 Stufen erreichbar. Am Turm erinnert eine Plakette an den Vorsitzenden des Friedländer Verschönerungsvereins Josef Haupt.